# Ермишев, Орынгали
Орынгали Ермишев (каз. Орынғали Ермишев; 1896 год — 1962 год) — старший табунщик колхоза имени Чапаева Урдинского района Уральской области, Казахская ССР. Герой Социалистического Труда (1948).

## Биография
Ермишев Орынгали родился в 1896 году в ауле Камыстау Урдинского района Уральской области Казахской ССР. Казах.
С 1931 года начал работать старшим табунщиком в колхозе имени Чапаева, где проявил себя как ответственный и опытный животновод.
Во время Великой Отечественной войны был призван в ряды Красной Армии в 1942 году. После завершения службы в 1945 году вернулся на родину и возобновил работу на конеферме.
После возвращения с войны Орынгали Ермишев занялся восстановлением и развитием коневодства в родном колхозе. Под его руководством удалось ликвидировать яловость конематок, снизить заболеваемость лошадей и полностью устранить падёж молодняка.
В 1947 году Ермишев добился выдающихся результатов: при табунном содержании он вырастил 56 жеребят от 56 кобыл.
Указом Президиума Верховного Совета СССР от 23 июля 1948 года «за получение высокой продуктивности животноводства в 1947 году при выполнении колхозом обязательных поставок сельскохозяйственных продуктов и плана развития животноводства» Ермишев Орынгали удостоен звания Героя Социалистического Труда с вручением Ордена Ленина и золотой медали Серп и Молот.
После преобразования колхоза имени Чапаева в колхоз имени Ленина Орынгали Ермишев продолжал трудиться старшим табунщиком, добиваясь дальнейшего увеличения поголовья и повышения качества разведения лошадей. Орынгали Ермишев стал примером для будущих поколений животноводов Казахстана, продемонстрировав выдающиеся результаты в непростых условиях. Его самоотверженный труд оставил значительный след в истории сельского хозяйства страны.